# Hans Peters
Hans Peters (Londra, 23 luglio 1894 – Londra, 29 settembre 1976) è stato uno scenografo britannico.
Ha ottenuto cinque volte la nomination ai Premi Oscar nella categoria Oscar alla migliore scenografia (1946, 1951, 1954, 1957 e 1965), senza tuttavia mai vincere.

## Filmografia parziale
- Pigskin Parade, regia di David Butler (1936)
- Le vie della gloria (The Road to Glory), regia di Howard Hawks (1936)
- L'idolo di Broadway (Little Miss Broadway), regia di Irving Cummings (1938)
- Tarzan contro i mostri (Tarzan's Desert Mystery), regia di Wilhelm Thiele (1943)
- La taverna delle stelle (Stage Door Canteen), regia di Frank Borzage (1943)
- Baciami e lo saprai! (Twice Blessed), regia di Harry Beaumont (1945)
- Il ritratto di Dorian Gray (The Picture of Dorian Gray), regia di Albert Lewin (1945)
- Canto d'amore (Song of Love), regia di Clarence Brown (1947)
- Il Danubio rosso (The Red Danube), regia di George Sidney (1949)
- Kim, regia di Victor Saville (1950)
- La prova del fuoco (The Red Badge of Courage), regia di John Huston (1951)
- Il prigioniero di Zenda (The Prisoner of Zenda), regia di Richard Thorpe (1952)
- I cavalieri della tavola rotonda (Knights of the Round Table), regia di Richard Thorpe (1953)
- Senza scampo (Rogue Cop), regia di Roy Rowland (1954)
- Un napoletano nel Far West (Many Rivers to Cross), regia di Roy Rowland (1955)
- Brama di vivere (Lust for Life), regia di Vincente Minnelli (1956)
- Uno scapolo in paradiso (Bachelor in Paradise), regia di Jack Arnold (1961)
- Venere in pigiama (Boys' Night Out), regia di Michael Gordon (1962)
- Tempo di guerra, tempo d'amore (The Americanization of Emily), regia di Arthur Hiller (1964)